# Yslaire
Pour les articles homonymes, voir Hislaire (homonymie).
Bernard Hislaire, dit Yslaire, est un scénariste et dessinateur belge de bande dessinée, né le 11 janvier 1957 à Bruxelles (province de Brabant). Il utilise également d'autres variantes de son pseudonyme principal : Hislaire, Sylaire, iSlaire ou encore Bernar Yslaire.

## Biographie
Bernard Hislaire naît le 11 janvier 1957 à Bruxelles. Son père, Jacques Hislaire,, est journaliste pour La Libre Belgique. Sa mère, Anne-Marie Guislain, est haut fonctionnaire au ministère belge des Affaires étrangères. Il produit ses premiers dessins pour le fanzine Robidule et travaille son style à l'Institut Saint-Luc de Bruxelles qu'il fréquente de 1971 à 1974. En 1975, il rejoint l'équipe graphique de Spirou où il écrit une courte histoire dans la section offerte aux jeunes artistes. Puis il travaille sur un récit de seize planches, Le Troisième Larron. Il reçoit le soutien de son éditeur, Charles Dupuis, et du scénariste Raoul Cauvin. En 1978, il publie avec Jean-Marie Brouyère Coursensac et Baladin avec de lancer la même année sa première série, Bidouille et Violette, publiée en albums aux éditions Dupuis entre 1981 et 1986. En parallèle, il publie divers dessins humoristiques pour les journaux La Libre Belgique et Le Trombone illustré.
En 1986, il lance Sambre avec Balac (pseudonyme de Yann), sous le nom d'« Yslaire ». L'intégralité de la série, publiée par Glénat, est un succès critique et commercial. En 2003 pour la sortie du cinquième tome, Yslaire réédite les précédents albums avec de nouvelles couvertures, un nouveau titre pour le tome trois qui devient Liberté, liberté... et un remaniement de plusieurs planches. La même année, il publie La Légende des Sambre qui retrace la création de la série et l'inscrit dans un projet beaucoup plus importants projetant l'intrigue des Sambre sur plusieurs générations. C'est ainsi qu'en 2007 est publiée La Guerre des Sambre, nouvelle série où Yslaire n'est plus que scénariste et confie le dessin à Jean Bastide et Vincent Mézil.
En 1997, paraît l'Introduction au XXe ciel. Cet album, tiré du site internet xxeciel.com, se révèle être un travail préliminaire pour la nouvelle série. En 1998, il publie Mémoire du XXe ciel : 98 chez Delcourt qui est republiée par Les Humanoïdes associés en 2000 sous le nom de XXe ciel.com : Mémoires 98. La suite, Mémoires 99 paraît l'année suivante, et, en 2004, Yslaire augmente cette série de deux fins possibles : Mémoires <19>00 et Mémoires <20>00, au choix du lecteur.
En 2003, il travaille au scénario d'une nouvelle série, Trois vierges. Pour l'occasion, il change encore de pseudonyme, pour devenir Sylaire. Le dessin de ce diptyque est alors réalisé par Jeanlouis Boccar.
En 2006, il commence un nouveau diptyque, Le Ciel au-dessus de Bruxelles, avec le premier tome intitulé [avant...]. Du point de vue de la narration et du dessin, cet album appartient à la même veine que ceux du cycle XXe ciel. Cette série est alors signée du nom de Bernar Yslaire.
En 2009, Yslaire, Nicolas de Crécy, Marc-Antoine Mathieu, Éric Liberge, et Hirohiko Araki sont invités à réaliser des albums qui mettront en scène le Louvre. À cette occasion, ils y exposent leur travail lors d'une exposition intitulée Le Louvre invite la bande dessinée. Cette même année, Yslaire se voit nommer Chevalier des Arts et des Lettres.
En 2012, Yslaire lance la commercialisation de son application iPad et iPhone : Úropa, qu’il signe sous le nom d’iSlaire. Il s’agit d’un magazine numérique mélangeant fiction et réalité. L’auteur y collabore avec sa femme, Laurence Erlich-Hislaire, ainsi qu’avec des journalistes (Jean Quatremer de Libération, Daniel Couvreur du Soir). À l'occasion du bicentenaire de la naissance de Charles Baudelaire, il réalise l'album solo Mademoiselle Baudelaire dans la collection « Aire libre » aux éditions Dupuis en 2021,. En 2024, il sort l'adaptation en bande dessinée du roman de Georges Simenon La neige était sale. Ce one-shot est scénarisé par Jean-Luc Fromental et publié dans la collection « Simenon, Les Romans Durs » aux éditions Dargaud.

## Filmographie
Sauf indication contraire, les informations mentionnées dans cette section peuvent être confirmées par les bases de données cinématographiques  présentes dans la section « Liens externes ».
- 2012 : Laurent Vicomte, Entretemps d'Avril Tembouret - témoignage[réf. nécessaire]
- 2009 : Mr. Nobody de Jaco Van Dormael - illustrations préparatoires[réf. nécessaire]
- 2000 : La Mission de Victor Martin de Didier Roten - dessins

## Influence
Bernard Hislaire a eu une influence sur Maaike Hartjes, Bart Schoofs et Zep.

## Réception

### Distinctions
- 1980 :  Prix Saint-Michel du scénario humoristique pour Bidouille et Violette[11] ;
- 1986 :
  -  Grand Prix Saint-Michel pour Plus ne m'est rien (Sambre, t. 1), avec Balac[11] ;
  -  Prix de la presse au festival de Durbuy ;
  -  Grand-prix des alpages au festival de Sierre ;
  -  Prix du génie à la convention de la BD de Paris ;
  -  Prix des libraires au festival de Brignais ;
- Prix de la CBEBD[12] ;
- 1987
  -  Prix du public au festival de Durbuy ;
  -  Prix des lecteurs de Libération[11] ;
- 1998 :  Prix Haxtur du meilleur dessin pour Sambre[11] ;
- 1999 :  Prix Honoris Causa pour l'ensemble de l'œuvre[11] ;
- 2006 :  Prix Saint-Michel du meilleur scénario pour Le Ciel au-dessus de Bruxelles, t. 1 ;
- 2009 :   Chevalier de l'ordre des Arts et des Lettres
- 2011
  -  Prix Saint-Michel du meilleur album pour La Mer vue du purgatoire[11] ;
  -  Prix Micheluzzi de la meilleure bande dessinée étrangère pour Le Ciel au-dessus du Louvre (avec Jean-Claude Carrière) ;
- 2014 :  Grand Prix Diagonale-Le Soir pour l'ensemble de son œuvre[13] ;
- 2018 : prix Scam Belgique (Société civile des auteurs multimédia, Belgique), catégorie Parcours Texte et image[14].

### Postérité
En 1998, une fresque murale L’Archange – XXe Ciel faisant partie du parcours BD de Bruxelles est inaugurée. Elle est située rue des Chartreux 21, elle couvre une superficie de 22 m2 et sa réalisation est due à l'association Art mural.

#### Livres
: document utilisé comme source pour la rédaction de cet article.
- Jean Pirotte (dir.) et Luc Courtois, Du régional à l'universel. : L'imaginaire wallon dans la bande dessinée., Louvain-la-Neuve, Fondation wallonne Pierre-Marie et Jean-François Humblet, 1999, 310 p. (ISBN 978-2-9600072-3-7 et 2960007239, OCLC 1075833932), p. 231 lire sur Google Livres
- Jacques Fiérain, « Yslaire », dans La BD à Bruxelles et en Brabant, Charleroi, Éd. l'Âge d'or, avril 2003, 144 p., ill. ; 31 cm (ISBN 9782960119664 et 2960119665, OCLC 470388171, présentation en ligne), p. 143.
- Le 9e Rêve no 6, Bruxelles, Institut Saint-Luc de Bruxelles, École de recherche graphique, 2006, 144 p. (présentation en ligne), p. 17, 80. .
- Patrick Gaumer, « Yslaire, Bernar », dans Dictionnaire mondial de la BD, Paris, Larousse, 2010, 953 p., ill. ; 27 cm (ISBN 978-2-0358-4331-9 et 2-0358-4331-6, OCLC 920924930, présentation en ligne), p. 931. .
- François Ayrolles, « Hislaire défend la BD poétique », dans Moments clés du journal de Spirou 1937-1985, Marcinelle, Dupuis, coll. « Patrimoine », 2 mars 2018, 312 p., ill. ; 20,8 cm (ISBN 9782800171142 et 2800171146, OCLC 1034784873, présentation en ligne), p. 275-276.

#### Périodiques
- Yslaire (interviewé par Benoît Houbart), « Rencontre », Rêve-en-Bulles, A.D.A.C.B.D., no 10,‎ mars 1995, p. 5-22.
- Y. Demay, « Dossier Yslaire », Sapristi !, AEMEGBD, no 31,‎ 2e trimestre 1995, p. 28-45 (ISSN 0768-9357).
- Bernard Hislaire (interviewé par Damien Perez), « Case à case : Les clés de Sambre - Entretien avec Bernar(d) Yslaire », Casemate, no 7,‎ août-septembre 2008 (ISSN 1964-504X).
- Bernard Hislaire (interviewé par Damien Perez), « Case à case : Yslaire sauve la tête de Robespierre - Entretien avec Bernar Yslaire », Casemate, no 20,‎ septembre 2009 (ISSN 1964-504X).
- Jean-Pierre Fuéri, « La Galerie des illustres », Spirou, Dupuis, no 3839,‎ 9 novembre 2011.

#### Articles
- Mathieu Lindon, « Sambre au clair. Portrait de l'auteur né en 1957... », Libération,‎ 23 janvier 1997 (lire en ligne)
- Aude Ettori, « Bernard Hislaire », Ekllipse, Semic, no 1,‎ décembre 1999, p. 25-33
- Pierre Serna, « Le dessin, le peintre et la Révolution française », L'Humanité,‎ 8 avril 2010
- Ariane Bilteryst, « La beauté pour seul Graal », L'Avenir,‎ 5 novembre 2016 (lire en ligne , consulté le 21 février 2023).
- Daniel Couvreur, « Bernard Yslaire, créateur de beauté », Le Soir,‎ 29 décembre 2017 (lire en ligne , consulté le 31 août 2024).

#### Interviews
- Bernard Hislaire (interviewé par Thierry Bellefroid), « Interview Bernard Yslaire : le XXème Ciel.com... version 2.0 », BDParadisio,‎ janvier 2000 (lire en ligne, consulté le 2 décembre 2023).
- Yslaire (int. par Jean-Marc Vidal), « Le fond d'Yslaire effraie ! », BoDoï, no 14,‎ décembre 1998, p. 36-41.
- Yslaire (int. par Franck Aveline et Bruno Canard), « Entretien avec Bernard Yslaire », L'Indispensable, no 4,‎ octobre 1999, p. 9-16.
- Bernard Yslaire (interviewé par Frédéric Bosser), « Grand format Bernard Yslaire : À la croisée des chemins... », dBD, no 80,‎ février 2014, p. 18-30 (ISSN 1951-4050).
- Yslaire (interviewé par Charles-Louis Detournay), « Interviews : Yslaire : « Chercher en permanence tout en respectant Baudelaire » », ActuaBD,‎ 21 avril 2021 (lire en ligne, consulté le 9 février 2025).
- Bernard Hislaire (interviewé par Mathieu Van Overstraeten), « Interview – Yslaire: « Ce qui me plaît chez Simenon, c’est que tout n’est pas expliqué » », Âge-BD,‎ 17 mars 2024 (lire en ligne, consulté le 18 mars 2024).
- Bernard Hislaire (interviewé par Frédéric Bosser), « Yslaire, sombre et puissant », Les Arts dessinés, no 26,‎ avril-juin 2024, p. 36-45.

### Podcasts
- Interview Bernard Yslaire - Foire du livre de Bruxelles sur Mixcloud, interview : eclectriqueradio (33 min 59 s), à la Foire du livre de Bruxelles

### Vidéographie
- [vidéo] « Derrière la palette... Bernard Yslaire et Jean-Luc Fromental », sur YouTube, 9 mars 2024
- [vidéo] « Le jour où le jeune Hislaire a rencontré Hergé, Franquin et Roba ! », sur YouTube, 26 mars 2025